# مارتينس بوسيس
مارتينس بوسيس (بالليتوانية: Martynas Pocius)‏ مواليد 28 أبريل 1986، هو لاعب كرة سلة ليتواني ويحمل الرقم 17. يبلغ طوله 6 قدم 5 بوصة (2.0 م).

## فرق لعب لها
- ريال مدريد بالونكيستو
- غلطة سراي لكرة السلة

## الميداليات
| الميدالية | المسابقة                         |
| --------- | -------------------------------- |
| برونزية   | بطولة كأس العالم لكرة السلة 2010 |
| فضية      | بطولة أمم أوروبا لكرة السلة 2013 |

## روابط خارجية
- مارتينس بوسيس على موقع الاتحاد الدولي لكرة السلة (الإنجليزية)
- مارتينس بوسيس على موقع الدوري الأوروبي لكرة السلة (الإنجليزية)
- مارتينس بوسيس على موقع الدوري الإسباني لكرة السلة (الإسبانية)
- مارتينس بوسيس على موقع كرة السلة الأوروبية.كوم (الإنجليزية)
- مارتينس بوسيس على موقع DraftExpress.com (الإنجليزية)
- مارتينس بوسيس على موقع كلية كرة السلة في سبورتس رفرنس.كوم (الإنجليزية)
- مارتينس بوسيس على موقع ريلجم (الإنجليزية)
- مارتينس بوسيس على موقع بروبوليرز (الإنجليزية)
- مارتينس بوسيس على موقع سبورتس رفرنس (الإنجليزية)
- مارتينس بوسيس على موقع اللجنة الأولمبية الدولية (الإنجليزية)